# Madka
Madka – pejoratywne określenie młodej, uciążliwej dla otoczenia kobiety wychowującej potomstwo, przyjmującej roszczeniową postawę wobec innych, uważającą się za lepszą ze względu na to, że urodziła dziecko, co upoważnia ją do tego, że „jej się należy”. Wraz z popularyzacją określenia pojawiły się również powiązane z nim neologizmy – „madkizm” czy „madkomowa” – oraz memy internetowe.

## Geneza
W Google Trends wyrażenie „madki” pojawiło się po raz pierwszy w lipcu 2007, a „madka” w czerwcu 2008, były to jednak jednostkowe wyszukiwania, mogące wynikać z błędnego zapisu. Tendencja wzrostowa rozpoczęła się w 2016 i wtedy też słowo najprawdopodobniej pojawiło się w obecnym znaczeniu. W internetowym słowniku nowych wyrazów Obserwatorium Językowego Uniwersytetu Warszawskiego zarejestrowane zostało 30 września 2017 roku, a w Miejskim słowniku slangu 19 grudnia 2017. Termin powstał poprzez zniekształcenie słowa „matka”, które w zmienionej formie ma nadawać mu deprecjonujące znaczenie, a zarazem podkreślać prymitywność samych madek. Według niektórych językoznawców człon „mad” nawiązywać może do angielskiego mad – ‘szalony’. W definicjach słownikowych madki wyróżniane są następujące cechy: „ (1) (młoda) kobieta, która ma dziecko, (2) (z tego powodu) jest przekonana o swojej wyjątkowości, (3) nadmiernie roszczeniowa, (4) nachalnie werbalizująca swoje potrzeby, (5) nieprzestrzegająca zasad grzeczności i współżycia społecznego”.
Madka stanowi zaprzeczenie utrwalonego w języku polskim obrazu matki, który z reguły wartościowany był pozytywnie i należał to sfery sacrum. Jest też zaprzeczeniem stereotypu „matki Polki”, potrafiącej pogodzić pracę z wychowaniem dzieci. Po transformacji ustrojowej w 1989 roku i wraz z rozpowszechnieniem się nowych technologii kobietom łatwiej jest połączyć rodzicielstwo z życiem zawodowym, stały się również bardziej zauważalne w Internecie, aktywnie uczestnicząc chociażby w rozmowach na forach dyskusyjnych czy w mediach społecznościowych. Ogólnodostępność informacji, np. o kolejnych restauracjach wprowadzających zakaz przyprowadzania dzieci, oraz aktywne uczestnictwo w dyskusjach internetowych kobiet nieprzygotowanych do rodzicielstwa sprawiły, że zaczęły być one coraz bardziej widoczne. Termin stał się popularny w 2016 roku, kiedy uruchomiony został rządowy program „Rodzina 500+” (kwiecień), a w sieci dyskontów Biedronka ruszyła pierwsza edycja programu lojalnościowego „Gang Świeżaków” (czerwiec), samo zjawisko jest jednak starsze i było opisywane chociażby przez Zbigniewa Mikołejkę w „Wysokich Obcasach Extra” w 2012 roku.

## Charakterystyka

Karta lojalnościowa Biedronki, upoważniająca do zbierania naklejek na świeżaki – maskotki powszechnie utożsamiane z madkami.

Wśród głównych cech madki wymieniane są przede wszystkim roszczeniowość, głupota, patologia społeczna i bezkrytyczne uwielbienie dla własnego dziecka. Nadrzędną wartością dla madki jest jej dziecko lub dzieci – nazywane „bombelkami”, „gówniakami”, „kaszojadami”, „purchlakami”, „brajanami” (w przypadku synów) bądź „dżesikami” (córki). Partner lub ojciec dziecka, jeśli jest obecny, to „tateł”.
Jedną z najpowszechniejszych postaw prezentowanych przez madki jest dej (potoczna forma rozkaźnika „daj”), za sprawą niepoprawnego zapisu mająca dodatkowo podkreślać prymitywność i niewyedukowanie, a objawiająca się przekonaniem, że ze względu na posiadanie potomstwa madce „się należy”. W ramach tej postawy madka oczekuje, że wyłącznie ze względu na to, że urodziła dziecko, może je wychować bez podejmowania pracy, pobierając zasiłki i inne świadczenia z Miejskiego Ośrodka Pomocy Społecznej czy programu „Rodzina 500+”, jak również że powinna otrzymywać wszystko za darmo, ponieważ wychowuje potomstwo. Prezentując taką postawę może również deprecjonować innych, twierdząc np., że skoro mamy dzieci niepełnosprawnych otrzymują coś za darmo, ona również powinna mieć możliwość skorzystania z tego bezpłatnie.
Postawa taka stała się zauważalna wraz z popularnością serwisów ogłoszeniowych takich jak chociażby OLX, umożliwiających oddanie przedmiotów za darmo bądź wymienienie ich. Madki nagabują osoby wystawiające przedmioty, żeby dostały je za darmo, argumentując to posiadaniem potomstwa bądź trudną sytuacją materialną. W rozmowach przybierają postawę wyższości wobec sprzedającego, najczęściej nie używając zwrotów grzecznościowych, a domagając się, żeby oddać im przedmiot. W razie odmowy często obrażają sprzedającego, nierzadko używając wulgaryzmów. Jako kartę przetargową i „cenę” za oczekiwany przedmiot mogą wskazać zadowolenie dziecka, co przyczyniło się do powstania memów o „uśmiechu bombelka” jako formie płatności przyjętej przez madki. Zdarza się, że wyłudzone za darmo przedmioty są następnie przez madki sprzedawane.
Powszechną cechą madek jest niewyedukowanie, objawiające się przede wszystkim nieumiejętnością poprawnego stosowania języka polskiego (brak interpunkcji, znaków diakrytycznych, wielkich liter), robieniem licznych błędów językowych, np. „u rzeczko” (łóżeczko), „od bierdolta sie” (odpierdolcie się), „spuczucie” (współczucie), „zwruszanonce” (wzruszające) oraz stosowaniem zdrobnień i infantylizmów. Bardzo częsta jest również nieznajomość leksemów skutkująca błędami, np. „owulacje na stojąco” (owacje), „znać coś z eutanazji” (autopsji), „badania planetarne” (prenatalne). Język stosowany przez madki nazywany jest madkomową, w której wykształciły się takie określenia jak np. „serduszkować” (uprawiać seks) czy „brzuchatka” (kobieta w ciąży). Pomimo przekonania o własnej wszechwiedzy w zakresie wychowania i zdrowia dziecka, wiele madek wierzy w pseudonaukę, medycynę alternatywną, zabobony, odrzuca wiedzę naukową (chociażby poprzez nieszczepienie dzieci, co ma prowadzić do autyzmu), a zamiast zasięgać porad specjalistów, poszukują ich na forach internetowych.
Madki mogą przejawiać różne zachowania patologiczne czy antyspołeczne, jak np. niepodejmowanie pracy, niepłacenie za wynajmowane mieszkania, dewastowanie mieszkań przed eksmisją, palenie papierosów w ciąży, zachodzenie w ciążę z wieloma różnymi mężczyznami, porzucanie partnera po porodzie, przeznaczanie pieniędzy ze świadczeń, zasiłków i alimentów na własne cele, np. ubrania i kosmetyki, podczas gdy wyprawkę dla dziecka wyżebruje od innych. Próżniactwo usprawiedliwiane jest często argumentem, że bycie matką to praca na pełny etat, a często również bezpośrednimi stwierdzeniami, że madce nie chce się pracować („mi praca nie potrzebna, tylko pieniądze”) bądź że za pracę i zarabianie pieniędzy odpowiada mężczyzna. Wśród postaw społecznie nieakceptowalnych znajduje się również pozwalanie dziecku na wszystko, na co ma ochotę (np. wypróżnianie się w miejscu publicznym czy zjedzenie w sklepie towaru bez płacenia za niego), jako argument podając, że „to tylko dziecko”.
Madki przyjmują postawę negatywną wobec osób niemających dzieci bądź kobiet, które urodziły poprzez cesarskie cięcie albo nie karmią piersią, co w ich opinii sprawia, że nie są prawdziwymi matkami. W madkomowie wobec osób takich wykształciły się negatywne określenia, jak chociażby „wydobyciny” (cesarskie cięcie), „lambadziara” (kobieta niezamężna) czy „bezpłodnica” (kobieta bezpłodna), które następnie przeniknęły do potocznej polszczyzny za sprawą osób obserwujących i komentujących zjawisko. Wyrażają również pogardę wobec osób niemających dzieci, uważając, że mają one za dużo pieniędzy, wobec czego powinny zostać obłożone dodatkowymi podatkami, które zostaną przeznaczone na podwyższenie świadczeń socjalnych dla matek „na pełny etat”.

## Odbiór i ocena zjawiska
Chociaż same madki potrafią używać tego określenia wobec siebie, pokazując, że mają do siebie dystans, w ogólnym odbiorze nacechowane jest ono niemal wyłącznie negatywnie, a zjawisko uważa się za przejaw próżności, lenistwa i cwaniactwa. Część komentujących wskazuje, że używanie tego terminu jest przejawem jawnej pogardy, klasyfikowania ludzi i szerzenia mowy nienawiści, ma służyć również podniesieniu samooceny i dowartościowaniu się przez osoby go używające. Memy o madkach z reguły mają pełnić funkcję ludyczną, mogą jednak przybierać też formę hejtu. Stosowanie terminu madki ma funkcję stereotypizującą, wpływa na generalizowanie, co sprawia, że kobiety rzeczywiście znajdujące się w trudnej sytuacji życiowej czy materialnej proszące o pomoc mogą być niesłusznie utożsamiane z madkami bądź wstydzić się prosić o pomoc, żeby nie zostać za takowe uznane.